# Graaf Dondersteen
Graaf Dondersteen is het 239ste stripverhaal van Jommeke. De reeks wordt getekend door striptekenaar Jef Nys. Het album verscheen op 5 september 2007.

## Personages
In dit verhaal spelen de volgende personages mee:
- Jommeke, Flip, Filiberke, Marie, Teofiel, Professor Gobelijn.

## Verhaal
Graaf Amadeus van Dondersteen woont in een reusachtig oerbos ergens in Canada. Al jarenlang zoekt hij naar de magische formule die lood in goud kan veranderen om zo zijn eerder verloren fortuin terug te verdienen. Door vele mislukte brouwseltjes te dumpen in een rivier herbergt het oerbos een hele reeks rare en misvormde wezens...
Als professor Gobelijn toevallig met de vliegende bol in Canada op zoek is in het oerbos naar een uiterst zeldzaam plantje, raakt hij verdwaald en klopt hij aan bij het kasteel van de mysterieuze graaf. Al gauw ontdekt de graaf wat voor een genie professor Gobelijn is. Gobelijn wordt gedwongen om de magische formule om lood in goud te veranderen te bedenken. Stiekem kan de professor via de gsm een boodschap inspreken naar Jommeke. Jommeke en zijn vrienden aarzelen geen moment Ze willen hun beste vriend redden. Met een tweede (kleinere) vliegende bol zetten ze koers naar dat oerbos in Canada, doch lijkt alles te gaan mislukken als ze door het slechte weer gedwongen worden een noodlanding te maken, midden in het oerbos met al die griezelige, misvormde wezens. Het belooft een spannende tocht te worden om tot aan het kasteel te geraken en de professor te redden. Uiteindelijk worden Jommeke en zijn vriend ontdekt door de graaf en neemt hun gevangen. Maar Gobelijn weet te ontsnappen en vindt de (kleine) vliegende bol waarmee Jommeke naar Canada is gevlogen. Hij heeft het vermoeden dat zijn vrienden in de buurt van het kasteel moeten zijn en vliegt er meteen naartoe. Hij slaagt erin om Jommeke en Filiberke te bevrijden. Daarna keren ze snel huiswaarts. De mysterieuze graaf blijft kwaad achter zonder juiste formule.